# Dodgsonova kondenzacija
Dodgsonova kondenzacija je postopek, ki nam omogoča računanje determinant kvadratnih matrik. 
Postopek se imenuje po angleškem pisatelju, matematiku, logiku in anglikanskem diakonu Charlesu Lutwidgu Dodgsonu (1832 – 1898). Znan je bolj kot pisatelj, njegovo najznamenitejše delo je Aličine dogodivščine v čudežni deželi, ki ga je izdal pod psevdonimom Lewis Carroll.
Postopek je sestavljen iz zaporedja kreiranja vedno manjših matrik. Prične se z matriko {\displaystyle n\times n\,}, nato se nadaljuje s kreiranjem matrike {\displaystyle (n-1)\times (n-1)\,} in matrike {\displaystyle (n-2)\times (n-2)\,} dokler ne pridemo do matrike z razsežnostjo {\displaystyle 1\times 1\,}, ki vsebuje samo en element, ki je enak determinanti začetne matrike. 

## Splošni postopek
Način določanja vrednosti determinante lahko opišemo s štirimi koraki
1. korak  Naj bo {\displaystyle A} matrika z razsežnostjo 
{\displaystyle n\times n\,}. Najprej preuredimo matriko {\displaystyle A} tako, da ne bo imela ničel v svoji notranjosti. Notranjost predstavljajo vsi elementi matrike {\displaystyle a_{i,j}} za katere je {\displaystyle i,j\neq 1,n.}
2. korak  Kreiramo matriko {\displaystyle B\,}, ki pa ima razsežnost {\displaystyle (n-1)\times (n-1)\,}, ki jo sestavljajo determinante vsake od {\displaystyle 2\times 2\,} podmatrik matrike {\displaystyle A}. To pomeni, da je vsak {\displaystyle b_{i,j}} enak {\displaystyle b_{i,j}={\begin{vmatrix}a_{i,j}&a_{i,j+1}\\a_{i+1,j}&a_{i+1,j+1}\end{vmatrix}}.}
3. korak  Z uporabo matrike {\displaystyle (n-1)\times (n-1)\,} ponovimo drugi korak in dobimo matriko {\displaystyle (n-2)\times (n-2)\,}, ki naj bo matrika {\displaystyle C}. Sedaj delimo vsak člen v {\displaystyle C} z odgovarjajočim členom iz notranjosti matrike {\displaystyle A}. Torej dobimo  elmente {\displaystyle c_{i,j}={\dfrac {b_{i,j}}{a_{i+1,j+1}}}.\,}
4. korak  Naj bo {\displaystyle A=B} in {\displaystyle B=C.} Če je potrebno ponavljamo tretji korak tako dolgo, da dobimo matriko {\displaystyle 1\times 1\,}. Element, ki ga vsebuje je vrednost determinante prvotne matrike. 

## Zgled
Hočemo izračunati vrednost determinante matrike {\displaystyle 4\times 4\,}
{\displaystyle {\begin{vmatrix}-2&-1&-1&-4\\-1&-2&-1&-6\\-1&-1&2&4\\2&1&-3&-8\end{vmatrix}}.}
Najprej izdelamo matriko, ki jo sestavljajo podmatrike z razsežnostjo {\displaystyle 2\times 2\,}
{\displaystyle {\begin{bmatrix}{\begin{vmatrix}-2&-1\\-1&-2\end{vmatrix}}&{\begin{vmatrix}-1&-1\\-2&-1\end{vmatrix}}&{\begin{vmatrix}-1&-4\\-1&-6\end{vmatrix}}\\\\{\begin{vmatrix}-1&-2\\-1&-1\end{vmatrix}}&{\begin{vmatrix}-2&-1\\-1&2\end{vmatrix}}&{\begin{vmatrix}-1&-6\\2&4\end{vmatrix}}\\\\{\begin{vmatrix}-1&-1\\2&1\end{vmatrix}}&{\begin{vmatrix}-1&2\\1&-3\end{vmatrix}}&{\begin{vmatrix}2&4\\-3&-8\end{vmatrix}}\end{bmatrix}}={\begin{bmatrix}3&-1&2\\-1&-5&8\\1&1&-4\end{bmatrix}}.}
Iz tega dobimo naslednjo matriko determinant
{\displaystyle {\begin{bmatrix}{\begin{vmatrix}3&-1\\-1&-5\end{vmatrix}}&{\begin{vmatrix}-1&2\\-5&8\end{vmatrix}}\\\\{\begin{vmatrix}-1&-5\\1&1\end{vmatrix}}&{\begin{vmatrix}-5&8\\1&-4\end{vmatrix}}\end{bmatrix}}={\begin{bmatrix}-16&2\\4&12\end{bmatrix}}.}
Temu sledi deljenje z notranjostjo začetne matrike. Notranjost začetne matrike je enaka {\displaystyle {\begin{bmatrix}-2&-1\\-1&2\end{bmatrix}}}
po deljenju pa dobimo
{\displaystyle {\begin{bmatrix}8&-2\\-4&6\end{bmatrix}}}.
Postopek ponovimo in dobimo matriko {\displaystyle 1\times 1}. 
{\displaystyle {\begin{bmatrix}{\begin{vmatrix}8&-2\\-4&6\end{vmatrix}}\end{bmatrix}}={\begin{bmatrix}40\end{bmatrix}}.}
Sedaj moramo deliti z elementom, ki predstavlja notranjost matrike {\displaystyle 3\times 3}, to pa je -5 (problem nastane, kadar je element v notranjosti enak 0. V tem primeru preuredimo vrstice tako, da element ni več enak nič. Pri preurejanju vrstic se vrednost determinante ne spremeni.). V našem primeru dobimo {\displaystyle {\begin{bmatrix}-8\end{bmatrix}}}, kar pa je tudi prava vrednost determinante začetne matrike.